# Pictisch
Pictisch was de taal van de Picten, die in Noord-Schotland leefden. Onder druk van de Schotten en de Vikingen is deze beschaving echter ten onder gegaan en het Pictisch is dan ook al zo’n 12 eeuwen uitgestorven.
Aan de hand van de overgebleven plaatsnamen is het waarschijnlijkst dat het een Keltische taal is. Hier is men echter nog lang niet over uit en sommige taalkundigen suggereren zelfs dat de taal pre-Keltisch is en verwant kan zijn aan het Baskisch. Er is echter te weinig informatie beschikbaar om een waterdichte classificatie te kunnen maken.
Kronieken vertellen dat Columba van Iona, toen hij in de 6e eeuw de Picten kwam kerstenen, een tolk nodig had om met hen te praten. Bepaalde Ogham-inscripties op stenen lijken wel op vandaag nog bestaande Keltische woorden, zoals meq, wat 'zoon' zou kunnen betekenen (zoals mac in het Schots).